# Сокальсько-Жовківська єпархія УГКЦ
Сокальсько-Жовківська єпархія — єпархія Української Греко-Католицької Церкви з владичою кафедрою в місті Жовкві (до 18 вересня 2007 року — Сокальська Єпархія УГКЦ).

## Історія
- Утворена 21 липня 2000 року виділенням від Львівської архієпархії УГКЦ.
- 18 вересня 2007 року назва змінена на Сокальсько-Жовківська Єпархія УГКЦ.

## Склад
Обіймає територію Золочівського, Львівського та Червоноградського районів Львівської області
Площа — 6991 км². Чисельність населення на території — 491751 осіб, у тому числі 321645 греко-католиків.
Єпархія об'єднує 15 деканатів:
- Белзький;
- Бродівський;
- Буський;
- Дублянський;
- Жовківський;
- Кам'янко-Бузький;
- Лопатинський;
- Новояричівський;
- Олеський;
- Підкамінський;
- Радехівський;
- Рава-Руський;
- Сокальський;
- Тартаківський;
- Червоноградський.

Кількість парохій — 355, єпархіальних священиків — 241, дяконів — 3, монастирів — 12, ієромонахів, що обслуговують парохії — 8, семінаристів — 40.
Правлячий архієрей — єпископ Михаїл Колтун, єпископ-помічник — Петро Лоза.